# Lindsay Hartley
Lindsay Hartley, nata Lindsay Nicole Korman (Palm Springs, 17 aprile 1978), è un'attrice, regista e sceneggiatrice statunitense.
Nota per il ruolo di Theresa Lopez-Fitzgerald in Passions, di Cara Castillo in La valle dei pini, di Arianna Hernandez in Il tempo della nostra vita e di Sam McCall in General Hospital.

## Filmografia parziale

### Attrice
Cinema
- The Challenger, regia di Kent Moran (2015)
- Accadde il giorno di San Valentino (It Happened One Valentine's), regia di Jake Helgren (2017) - direct-to-video
- Una figlia di troppo (The Wrong Nanny), regia di Craig Goldsmith (2017)
- Lo studente (The Student), regia di Steven R. Monroe (2017)
- Death House, regia di B. Harrison Smith (2017)
- La mia nemica Chloe (Deadly Exchange), regia di Tom Shell (2017)
- Uno scambio letale (Deadly Daughter Switch), regia di Ben Meyerson (2020)
- Love Is on the Air, regia di Arvin N. Berner (2021)

Televisione
- Passions - 1263 episodi (1999-2008)
- Il tempo della nostra vita (Days of Our Lives) - 168 episodi (2009-2010)
- La valle dei pini (All My Children) (2010-2011, 2013)
- Un fidanzato da manuale (Perfect on Paper) - film TV (2014)
- Un'infermiera pericolosa (Nightmare Nurse) - film TV (2016)
- Attrazione mortale (Deadly Attraction) - film TV (2017)
- Una renna sotto l'albero (Romance at Reindeer Lodge) - film TV (2017)
- La gemella cattiva (A Sister's Obsession) - film TV (2018)
- La favola di Emma (The Beauty of Love) - film TV (2021)
- Prigioniera d'amore (Prisoner of Love) - film TV (2022)
- Il pericolo del successo (Killer Ambition) - film TV (2022)
- General Hospital - 13 episodi (2020, 2022, 2024)

### Regista
Cinema
- Mommy Is a Murderer (2020)
- Romeo and Juliet Killers (2022)
- Christmas on Repeat (2022)

Televisione
- La favola di Emma (The Beauty of Love) - film TV (2021)
- Prigioniera d'amore (Prisoner of Love) - film TV (2022)
- Il pericolo del successo (Killer Ambition) - film TV (2022)
- Scoperta mortale (The Nanny Knows) - film TV (2022)
- In Love with My Partner's Wife - film TV (2022)
- Bodyguard Seduction - film TV (2022)

### Sceneggiatrice
Cinema
- La mia nemica Chloe (Deadly Exchange) (2017)
- Amica per vendetta (Dying for the Crown) (2018)
- Staged Killer (2019)
- Uno scambio letale (Deadly Daughter Switch) (2020)

Televisione
- Le nozze dei Davers (Murder at the Mansion) - film TV (2018)
- Il figlio desiderato (Dying for a Baby) - film TV (2019)
- Romance at Crystal Cove - film TV (2021)
- Love at the Ranch - film TV (2021)
- Tutta colpa del cioccolato (Love and Chocolate) - film TV (2021)

## Doppiatrici italiane
Nelle versioni in italiano delle opere in cui ha recitato, Lindsay Hartley è stata doppiata da:
- Elena Morara in CSI - Scena del crimine

## Vita privata
Dal 2004 al 2012 è stata sposata con l'attore Justin Hartley, da cui ha divorziato.